# Bodholm (Lappo, Brändö, Åland)
Bodholm är en halvö i Brändö kommun på Åland (Finland). Den ligger i den västra delen av kommunen, nära gränsen till Kumlinge.
Bodholm sitter ihop med Lappo i öster och har Korsö och Björkö i Kumlinge kommun i väster. Intill Bodholm ligger Killingskär.
Terrängen på Bodholm är varierad. Den består delvis av hedmark med klippor beväxta av gräs och ljung, delvis av hällmarksskog och i de lägre partierna av tätare lövskog. Västra sidan är mer kuperad och domineras av två granitåsar varav den västra reser sig mer än 25 meter över havet. Sundet mot Lappo i öster är igenväxt och sundet mot Killingskär i sydväst är delvis igenväxt.
Landsvägen mellan Lappo och färjefästet på Killingskär går över Bodholms södra del. Bodholm korsas även av en kraftledning i öst–västlig riktning. Bodholm är obebyggd. Närmaste bebyggelse är ekonomibyggnader för fiskodling vid färjefästet på Killingskär och på Bjärnäsudden på Lappo.